# Borzna
Borzna (tiếng Ukraina: Борзна) là một thành phố của Ukraina. Thành phố này thuộc tỉnh Chernihiv. Thành phố này có diện tích ? km2, dân số theo điều tra dân số năm 2001 là 11707 người.